# Андранумева
Андранумева (малаг. Andranomeva) — город и коммуна в округе Порт-Берже (Буризини-Ваувау), являющимся частью района Суфия в провинции Махадзанга Мадагаскара. Население коммуны составляет около 11 000 человек по переписи населения 2001 года.
В городе есть учреждения начального и среднего образования. Около 90% жителей коммуны являются фермерами. Наиболее важной сельскохозяйственной культурой здесь является рис, а другими важными продуктами — кукуруза и маниока. Рыболовством занято около 10% населения.